# Nimrud
Nimrud eller Nimrod er et ruinområde omkring 40 km syd for Mosul ved Tigris, hvor oldtidens Kalhu eller Kalah lå, som var en vigtig by i Assyrien. Byen var i en lang periode rigets hovedstad.
Nimrud blev grundlagt i det 13. århundrede før Kristus og blev hovedstad for Assyrien i det 9. århundrede under kong Assurnasirpal 2., og ødelagt i 612 f.Kr..

## Navn
Stedet har sandsynligvis fået det navn det nu er kendt under efter den bibelske Nimrod, der var den konge, som Abraham havde en række kampe med. Det fortælles, at Abraham trodsede Nimrod, da han påstod, at han var den mægtigste gud. Abraham gik ind for monoteisme.
Byen nævnes i Bibelen som Kalah. Under assyrisk tid kaldte man byen Kalasj/Kalhu. Hos Xenophon finder man navnet Larisa.
Det er uklart, hvonår ruinene fik navnet Nimrud. Den første skriftlige anvendelse af dette navn stammer fra Carsten Niebuhr som befandt sig i Mosul i 1760'erne. Navnet har dog formentlig været benyttet af araberne før det. Niebuhr besøgte ruinbyen i 1766.

## Ødelæggelser i 2015
Den islamiske bevægelse ISIS ødelagde i 2015 store dele af området under henvisning til, at det stred mod islamisk tradition.